# Claudia Schmölders

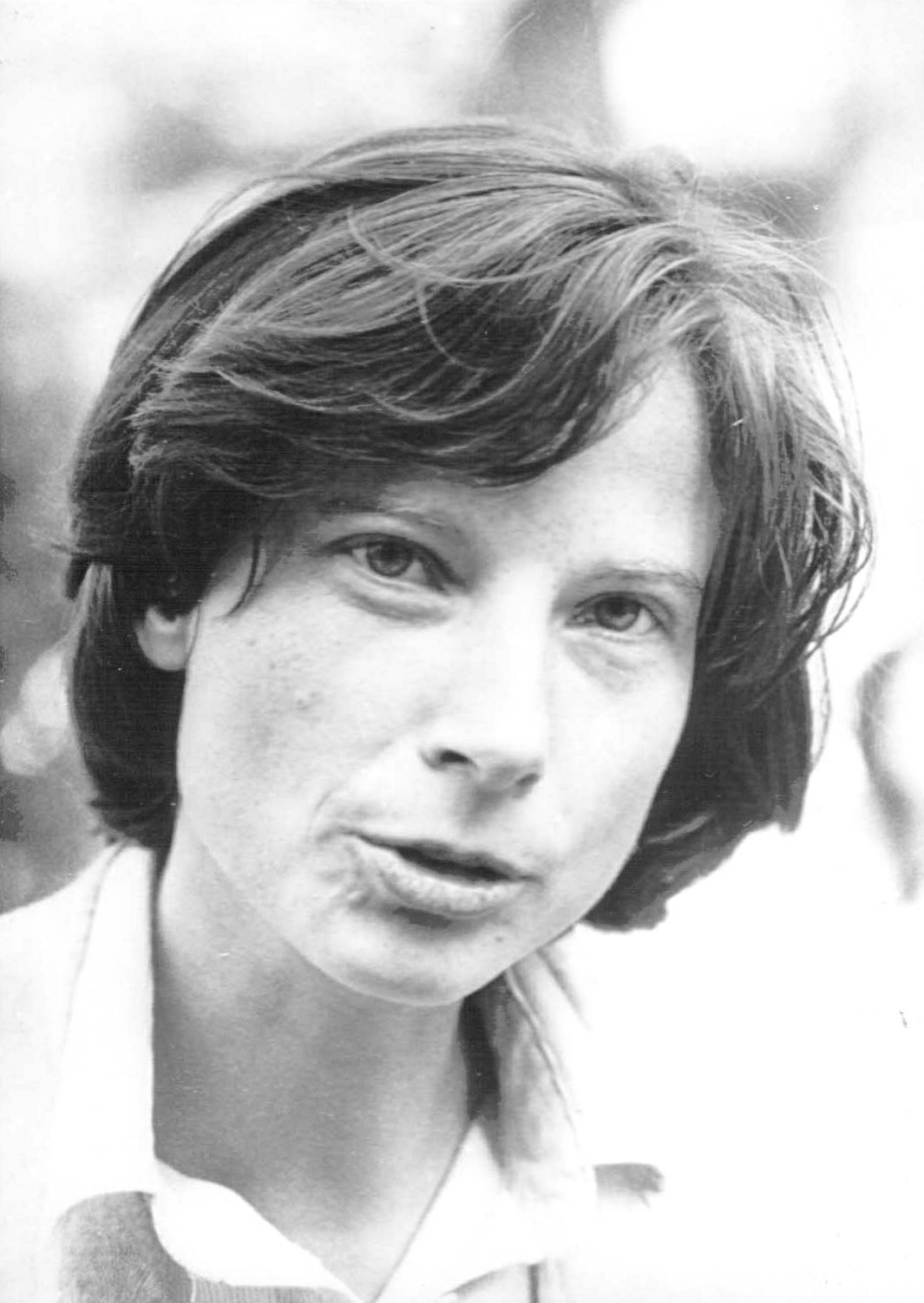
Claudia Schmölders 1977 in Zürich, Bild von Fritz Senn

Claudia Schmölders (* 25. Oktober 1944 in Heidelberg) ist eine deutsche Kulturwissenschaftlerin, Schriftstellerin und Übersetzerin.

## Leben
Claudia Schmölders absolvierte ein Studium der Germanistik, Musikwissenschaft und Philosophie an Universitäten in Köln, Zürich, Berlin und New York. 1973 wurde sie an der Freien Universität Berlin zum Doktor der Philosophie promoviert. Zwischen 1975 und 1999 war sie als freie Publizistin, Lektorin und Herausgeberin für verschiedene Verlage tätig; daneben hatte sie Lehraufträge an den Universitäten in Köln, Frankfurt am Main, Hamburg und Berlin. 1991 hielt sie sich als Fellow an der Maison des Sciences de l’Homme in Paris auf, 1991/92 war sie Fellow des Wissenschaftskollegs zu Berlin. 1997 habilitierte sie sich an der Humboldt-Universität mit einer Arbeit zur Geschichte der Physiognomik; seit 1998 ist sie Privatdozentin am Kulturwissenschaftlichen Seminar der Humboldt-Universität.
Ihr Vater war der Wirtschaftswissenschaftler Günter Schmölders, der Urgroßvater Franz August Schmölders ein bekannter Orientalist in Breslau.
Schmölders befasst sich als Wissenschaftlerin unter anderem mit der Geschichte der Physiognomik und der Höflichkeit in Europa. Daneben hat sie zahlreiche literarische Anthologien sowie die Reihe „Berühmte Paare“ im Rowohlt Verlag (30 Bde.) herausgegeben. Auch als Übersetzerin von erzählender Literatur und Kinderbüchern aus dem Englischen ist sie hervorgetreten, darunter Wo die wilden Kerle wohnen von Maurice Sendak.
Seit 2000 ist Schmölders Mitglied des PEN-Zentrums Deutschland. 2004 erhielt sie den Heinrich-Mann-Preis der Berlin-Brandenburgischen Akademie der Künste. 2010 wurde sie zum ordentlichen Mitglied der Deutschen Akademie für Sprache und Dichtung berufen.

## Schriften (Auswahl)
- Simplizität, Naivetät, Einfalt – Studien zur ästhetischen Terminologie in Frankreich und in Deutschland, 1674–1771. Juris, Zürich 1974, ISBN 3-260-03742-X (Philosophische Dissertation Freie Universität Berlin, Fachbereich Germanistik, 1973, XV, 273 Seiten, 23 cm Volltext online PDF, kostenfrei, 307 Seiten, 37 MB).
- mit Marion Yorck von Wartenburg: Die Stärke der Stille. Erinnerungen an ein Leben im Widerstand (= Edition C / C, Band 509), Brendow, Moers 1998 (Erstausgabe: Diederichs, Köln 1987, ISBN 3-424-00787-0), ISBN 3-87067-717-1 (Autobiographie von Marion Yorck von Wartenburg).
  - englische Ausgabe: The Power of Solitude. My Life in the German Resistance, übersetzt und herausgegeben  von Julie M. Winter, Vorwort Peter Hoffmann, University of Nebraska Press, Lincoln, NE / London 2000, ISBN 0-8032-9915-X / ISBN 0-8032-4915-2.
- Das Vorurteil im Leibe. Eine Einführung in die Physiognomik, Berlin 1995; 3. Auflage 2007.
- Hitlers Gesicht. Eine physiognomische Biographie, München 2000; Hitler's Face. A Biography of an Image, Philadelphia 2005; Twarz Hitlera, stowo/abraz terytoria, Danzig 2005, Übersetzung: Marek Chojnacki.
- Faust & Helena. Eine deutsch-griechische Faszinationsgeschichte. Berenberg, Berlin 2018, ISBN 978-3-946334-30-9.

## Herausgeberschaft
- Jules Verne: Die großen Seefahrer und Entdecker, Zürich 1974
- Über Balzac, Zürich 1977; 1993; 3. erweiterte Auflage Zürich 2007
- Über Simenon, Zürich 1978
- Die Kunst des Gesprächs. Texte zur Geschichte der europäischen Konversationstheorie, München 1979; 1986
- Vom Paradies und anderen Gärten, Köln 1983
- Die wilde Frau, Köln 1983 u.ö.
- Die Märchen-Arche, Köln 1984
- Deutsche Briefe, Frankfurt am Main 1987 u.ö.
- Das Märchenbuch, Frankfurt am Main 1987
- Einladung zum Essen, Frankfurt am Main 1989 u.ö.
- Japan, Insel-Almanach, Frankfurt am Main 1989 (zusammen mit Irmela Hijiya-Kirschnereit)
- Johann Wolfgang von Goethe: Mit Goethe durch den Garten, Frankfurt am Main 1989
- Liebes-Erklärungen, Berlin 1993
- Die Erfindung der Liebe. Berühmte Zeugnisse aus drei Jahrtausenden, München 1996 u.ö.
- Der exzentrische Blick. Gespräch über Physiognomik, Berlin 1996
- Deutsche Kinder. 17 Biographische Porträts, Berlin 1997
- Gesichter der Weimarer Republik. Eine physiognomische Kulturgeschichte, Köln 2000, zus. mit Sander L. Gilman

## Beiträge
- Josef und sein Bruder. Sigmunds Freud Volkserzählung. In: Winfried Menninghaus, Klaus R. Scherpe (Hrsg.): Literaturwissenschaft und politische Kultur. Für Eberhard Lämmert zum 75. Geburtstag. Metzler, Stuttgart 1999, ISBN 3-476-01734-6, S. 9–18.

## Übersetzungen
- Valmiki: Das Ramayana, Köln 1984; 7. Auflage 2004
- Jean de Brunhoff: Die Geschichte von Babar, dem kleinen Elefanten, Zürich 1976
- Ernest W. Hornung: Raffles, der Dieb in der Nacht, Zürich 1976
- William Somerset Maugham: Rosie und die Künstler, Zürich 1973 (übersetzt nach Hans Kauders)
- Beatrix Potter: Die gesammelten Abenteuer von Peter Hase, Zürich 1986
- Ennis Rees: Katz und Fuchs und Hund und Hummer, Zürich 1976
- Maurice Sendak: Was tust du dann?, Zürich 1973
- Maurice Sendak: Wo die wilden Kerle wohnen, Zürich 1967
- Tomi Ungerer: Der Hut, Zürich 1972
- Herbert George Wells: Der Krieg der Welten, Zürich 1974 (übersetzt nach G. A. Crüwell)
- Herbert George Wells: Der Unsichtbare, Zürich 1974 (übersetzt nach Alfred Winternitz)